# ニューカレドニア議会
ニューカレドニア議会（ニューカレドニアぎかい、フランス語:  Congrès de la Nouvelle-Calédonie）は、ニューカレドニアの立法府。報道機関は議会を指す際、所在地であるヴォーバン大通りと呼称することが多い。上院に当たる慣習元老院が存在するが、立法権はこの議会にしか与えられていない。5年の任期で、南州議会から32人、北州議会から15人、ロイヤルティ諸島州議会から7人の54人の議員が輩出される。

## 権限
議会はニューカレドニア組織法に記された権限を行使する。
1. ヌーメア規定および法律に定められた手続に従い法律を制定・改正・廃止する
2. 政府の提案に基づき、予算を審議・通過する
3. 税収および公共支出を許可する
4. 行政の長である政府主席属する自治政府を選出
5. 政府主席に対する不信任決議案の提出・可決

## 議会組織
13の常設委員会と特別委員会から成る。
1. 予算委員会
2. 経済・税法委員会
3. 法律委員会
4. 行政・サービス委員会
5. 公共インフラ・エネルギー委員会
6. 仕事委員会
7. 健康委員会
8. スポーツ委員会
9. 農業漁業委員会
10. 教育文化委員会
11. 慣習補正委員会
12. 女性家族権利委員会
13. 外交委員会

特別委員会
1. 土地開発計画委員会
2. 議事再編委員会

## 近年の総選挙結果
- 独立反対派
- 独立支持派
- 中立

| 政党                         | 獲得議席 | 増減 |
| ---------------------------- | -------- | ---- |
| 未来と自信                   | 18       | +5   |
| 独立のための国民連合         | 9        | +2   |
| カレドニア連合               | 9        | –1   |
| カレドニアの明日             | 7        | –8   |
| カナック社会主義民族解放戦線 | 6        | +2   |
| オセアニアの目覚め           | 3        | -    |
| 労働党                       | 1        | +1   |
| カナック社会主義解放         | 1        | +1   |
| 無所属（独立反対派）         | 25       |      |
| 無所属（独立支持派）         | 26       |      |
| Total                        | 54       |      |
| Source: 議会選挙結果         |          |      |